# Municipio de Holst
El municipio de Holst (en inglés: Holst Township) es un municipio ubicado en el condado de Clearwater en el estado estadounidense de Minnesota. En el año 2010 tenía una población de 369 habitantes y una densidad poblacional de 4 personas por km².

## Geografía
El municipio de Holst se encuentra ubicado en las coordenadas 47°37′8″N 95°21′2″O / 47.61889, -95.35056. Según la Oficina del Censo de los Estados Unidos, el municipio tiene una superficie total de 92.2 km², de la cual 91,27 km² corresponden a tierra firme y (1,01 %) 0,93 km² es agua.

## Demografía
Según el censo de 2010, había 369 personas residiendo en el municipio de Holst. La densidad de población era de 4 hab./km². De los 369 habitantes, el municipio de Holst estaba compuesto por el 95,93 % blancos, el 0,54 % eran afroamericanos, el 0,27 % eran amerindios, el 1,36 % eran de otras razas y el 1,9 % eran de una mezcla de razas. Del total de la población el 3,25 % eran hispanos o latinos de cualquier raza.